# Místní akční skupina Ekoregion Úhlava
Místní akční skupina Ekoregion Úhlava je občanské sdružení v okresu Klatovy, jeho sídlem je Nýrsko a jeho cílem je koordinace rozvoje území. Sdružuje celkem 9 obcí a byl založen v roce 1905.

## Obce sdružené v mikroregionu
- Dešenice
- Hamry
- Chudenín
- Nýrsko
- Strážov
- Janovice nad Úhlavou
- Klenová
- Bezděkov
- Čachrov